# Moya (Grande Canarie)
Pour les articles homonymes, voir Moya.
Moya est une commune de la communauté autonome des Îles Canaries en Espagne. Elle est située au nord de l'île de Grande Canarie dans la province de Las Palmas, à l'ouest de Las Palmas de Gran Canaria et au nord de Puerto Rico, la montagne dominant le sud de l'île.

## Géographie

### Localisation

Localisation de l'île de Grande Canarie dans les Îles Canaries.
Localisation de Moya dans l'île de Grande Canarie.

|                                     | Océan Atlantique   | Arucas    |
| Santa María de Guía de Gran Canaria | Moya               | Firgas    |
| Gáldar                              | Artenara et Tejeda | Valleseco |

### Transports
- Route Puerto Rico - Gáldar

## Démographie
| Année | Population | Densité    |
| ----- | ---------- | ---------- |
| 1991  | 8.007      | 251,24/km² |
| 1996  | 8.663      | 271,82/km² |
| 2001  | 8.137      | 255,32/km² |
| 2002  | 8.435      | 264,66/km² |
| 2003  | 8.307      | 260,65/km² |
| 2004  | 7.845      | 246,16/km² |
| 2005  | 7.801      | 244,8/km²  |
| 2009  | 8.054      | 252,71/km² |